# Otfrid-Foerster-Medaille
Die Otfrid-Foerster-Medaille wurde im Jahr 1953 von der Deutschen Gesellschaft für Neurochirurgie zu Ehren von Otfrid Foerster gestiftet. Die Auszeichnung wird seit 1954 in unregelmäßigen Abständen vorwiegend an Neurochirurgen vergeben, die insbesondere auf dem Gebiet der Neurologie bzw. Neurophysiologie beachtenswerte Arbeiten vorlegten. Mit der Verleihung ist zugleich die Ehrenmitgliedschaft in der Deutschen Gesellschaft für Neurochirurgie verbunden.
Die Deutsche Gesellschaft für Epileptologie (DGfE) vergibt seit 2004 in unregelmäßigen Abständen ebenfalls eine Otfrid-Foerster-Medaille als Auszeichnung für das Lebenswerk von Personen innerhalb der DGfE, die der Epileptologie ein prägendes Gesicht gegeben haben.

## Preisträger der Deutschen Gesellschaft für Neurochirurgie
- 1954 Percival Bailey
- 1958 Ludo van Bogaert
- 1960 Wilhelm Tönnis
- 1962 Hugo Krayenbühl
- 1964 Ernest A. Spiegel
- 1966 Wilder Penfield
- 1968 Hugo Spatz
- 1970 Traugott Riechert
- 1978 William Herbert Sweet
- 1980 Klaus-Joachim Zülch
- 1981 Hans Kuhlendahl
- 1990 Johannes Lang
- 1998 Lindsay Symon (Ehrenmitgliedschaft bereits 1991)
- 2001 Wolfgang Seeger
- 2003 Jean Siegfried
- 2007 Alexander Baethmann
- 2013 Johannes Schramm
- 2015 Werner Hacke
- 2020 Wolfhard Winkelmüller
- 2023 Josef Zentner
- 2025 Gregor Antoniadis

## Preisträger der Deutschen Gesellschaft für Epileptologie
- 2004 Hermann Doose und Dieter Janz
- 2007 Erwin-Josef Speckmann
- 2009 Peter Wolf
- 2012 Heinz Penin
- 2018 Hermann Stefan
- 2019 Christian E. Elger
- 2025 Hans O. Lüders